# 순수의 시대 (소설)

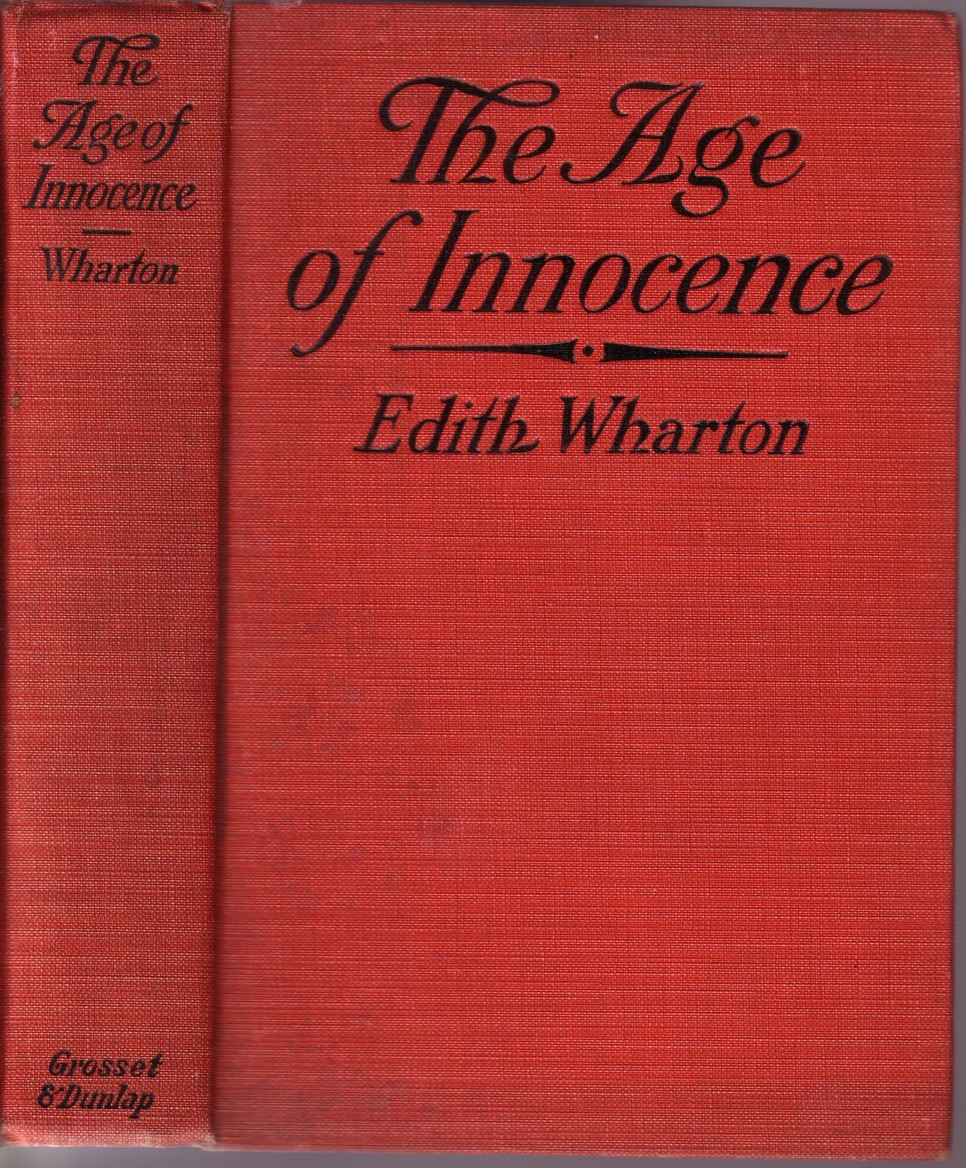

《순수의 시대》(영어: The Age of Innocence)는 미국의 소설가 이디스 워튼이 1920년에 발표한 소설이다. 이듬해인 1921년 소설 부문으로 퓰리처상을 수상해 여성 최초로 퓰리처상의 영예를 안겨주었다.

## 작품 소개
보수적이고 엄격한 뉴욕 사회를 배경으로, 용감하고 독립적인 엘렌이라는 인물을 창조해 당시 사회의 위선과 인습을 꿰뚫어 보고 있다. 엘렌과 아처는 이루어질 수 없는 사랑을 통해서 자기 성숙과 이해의 과정에 이르게 된다.
이 소설은 남편을 떠나 유럽에서 귀국한 엘렌이, 다음 날 뉴욕 오페라 하우스 박스에 나타나면서 시작된다. 엘렌이 나타나면서 뉴욕 사교계에는 파문과 갈등이 일어난다. 돌아온 엘렌은 뉴욕 사회가 요구하는 ‘착한 소녀’가 아니었고, 성숙한 여자도 아니었다. 엘렌은 잔인하고 불성실한 남편과 이혼하려고 하지만, 사람들은 그녀의 결정에 반대하면서 남편 곁으로 돌아가기를 바란다. 그러나 엘렌은 가부장 사회의 엄격한 제약 내에 남아 있기를 원하는 사람들에게 “진짜 외로움은 가장하기만을 요구하는 친절한 사람들 가운데 사는 것”이라고 항변한다.
엘렌의 사촌 메이 웰렌드의 약혼자인 아처는 엘렌과의 만남을 통해 ‘참된 인생을 보게 됐다’고 말한다. 즉 인습과 위선의 껍질을 깨고 좀 더 깊은 자기 이해에 이르는 과정을 겪게 된 것이다. 마침내 아처는 엘렌에 대한 사랑을 인정하면서 인습에 사로잡힌 과거로부터 벗어나게 된다. 작가는 아처를 통해 사회의 지배적인 가치에 의문을 제기하는 인물, 즉 그 자신이 사회구조를 지배하는 남성이면서도 남성적인 가치에 회의를 던지는 인물을 그리고 있다. 이로써 아처는 워턴의 작품에 등장하는 다른 어떤 남성들보다도 여성들의 문제와 그들이 받는 억압을 인식하고 이에 깊은 동정을 표하는 인물로 그려진다.
엘렌이 당시 중산층 여성이 ‘돈과 힘을 확보할 수 있는 유일한 방도인 결혼’을 거부하고, 자신만의 공간을 확보해 자기 의지대로 가부장 사회의 변방에서나마 독립된 삶을 꾸릴 수 있었던 것은, 가부장적 인습이 지니는 위선과 억압을 꿰뚫어 보고 그것을 거부할 수 있었던 어머니와 같은 존재의 사랑과 지원 덕분이었다. 그들은 바로 엘렌을 키운 메도라 이모와 할머니 캐서린 밍곳 노부인이다. 또한 여리고 순진해 보이지만 가정을 지키기 위해 강인함을 발휘한 메이 웰렌드, 타인을 비참함과 절망에 빠뜨리지 않고 현명함과 관용을 발휘한 엘렌. 이들을 통해 작가는 여성의 독립과 여성 간의 유대관계 회복이라는 주제를 제시하고 있다.

## 서지 정보
- 정혜옥 역, 2009년, 지식을만드는지식 ISBN 978-89-6228-411-6 {{isbn}}의 변수 오류: 유효하지 않은 ISBN.